# 겐도

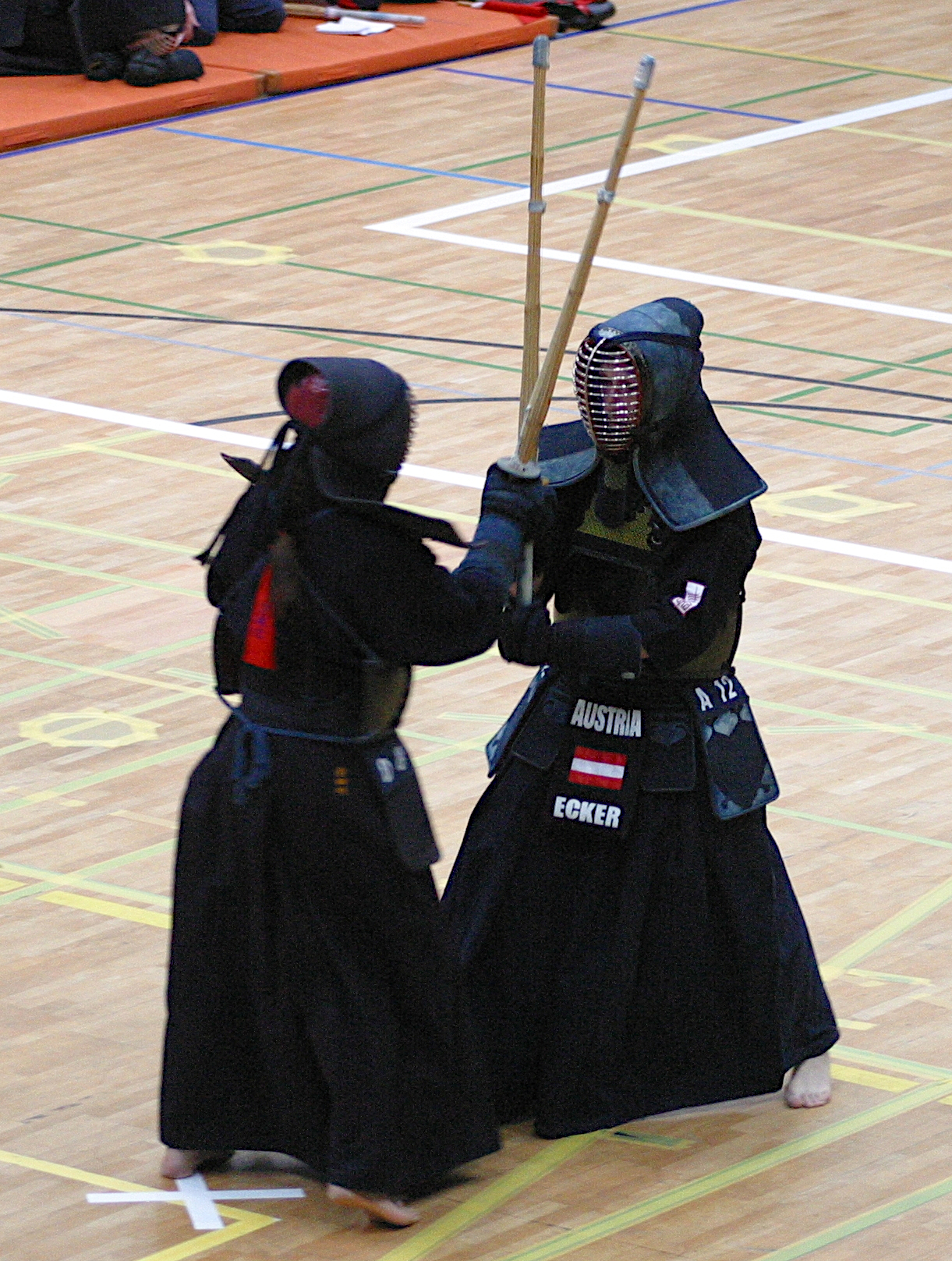
겐도

겐도(剣道)는 전일본 겐도 연맹 (AJKF)이 정의하는 일본의 검술을 경기화한 무술이다. 스포츠 행정 기구로는 전일본 겐도 연맹(AJKF), 국제 스포츠 연맹은 국제 검도 연맹 (FIK)이 있다.

## 같이 보기
- 펜싱
- 장도 (무술)
- 총검도
- 일본 검술
- 검도
- 미야모토 무사시
- 나기나타
- 검술